# 1969 (album The Niro)
1969 è il quarto album del cantautore polistrumentista italiano Davide Combusti, in arte The Niro. Pubblicato il 18 febbraio 2014 dalla Universal Music Italia su iTunes  e poi distribuito su CD il 20 febbraio, è il primo album con testi scritti in italiano.
Contiene undici brani inediti, tra i quali la title song 1969, presentata in concorso al Festival di Sanremo 2014 tra le nuove proposte.

## Tracce
Testi e musiche di The Niro.
1. L'evoluzione della specie – 3:23
2. 1969 – 3:01
3. Ruggine – 3:44
4. Qualcosa resterà – 3:43
5. Non riesco a muovermi – 2:51
6. Ormai – 1:43
7. Vanità – 3:48
8. Pindaro – 3:28
9. Colpa mia – 3:28
10. Newton – 4:00
11. Eroe – 3:16

## Formazione
- The Niro - voce, chitarra, basso, batteria, percussioni, tastiera, pianoforte
- Maurizio Mariani - basso (Pindaro, 1969)
- Puccio Panettieri - batteria (Pindaro, Qualcosa Resterà)
- Roberto Procaccini - tastiera, pianoforte, omnichord
- Cristiano Micalizzi - batteria
- Gianluca Vaccaro - programmazione
- Mattia Boschi - violoncello